# Ball culture

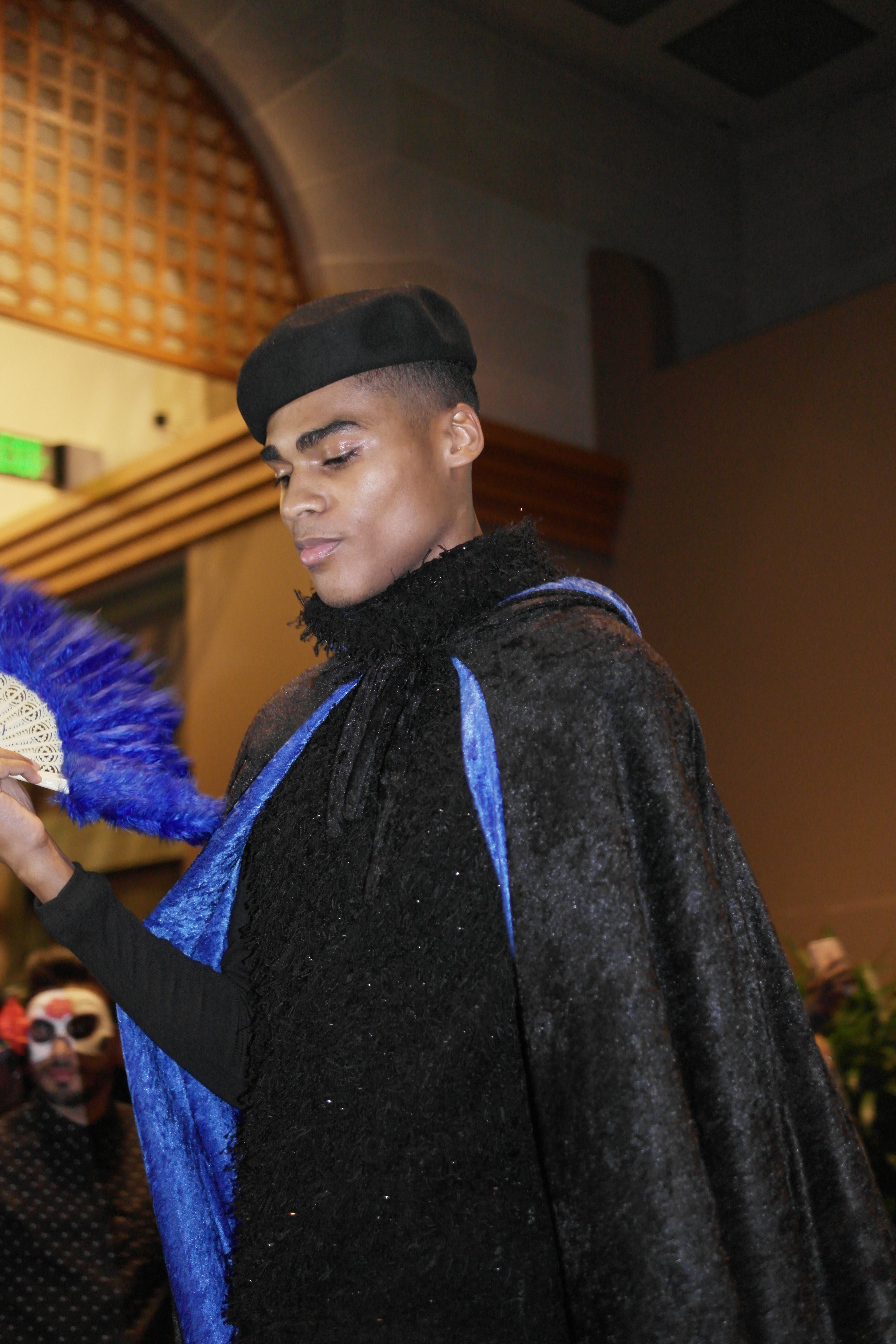
Un participant à un bal en 2016.

La ball culture en français : « culture ball », le système des maisons et d'autres termes associés décrivent un phénomène de sous-culture LGBT aux États-Unis dans lesquels des personnes « marchent » (c'est-à-dire entrent en compétition) pour un trophée et des prix lors d'événements désignés comme des « bals ». Les compétitions peuvent inclure de la danse, ou des catégories drag imitant d'autres genres et classes sociales. La plupart des personnes participant à la culture du bal appartiennent à des groupes structurés en « maisons » (house en anglais),.

## Maisons

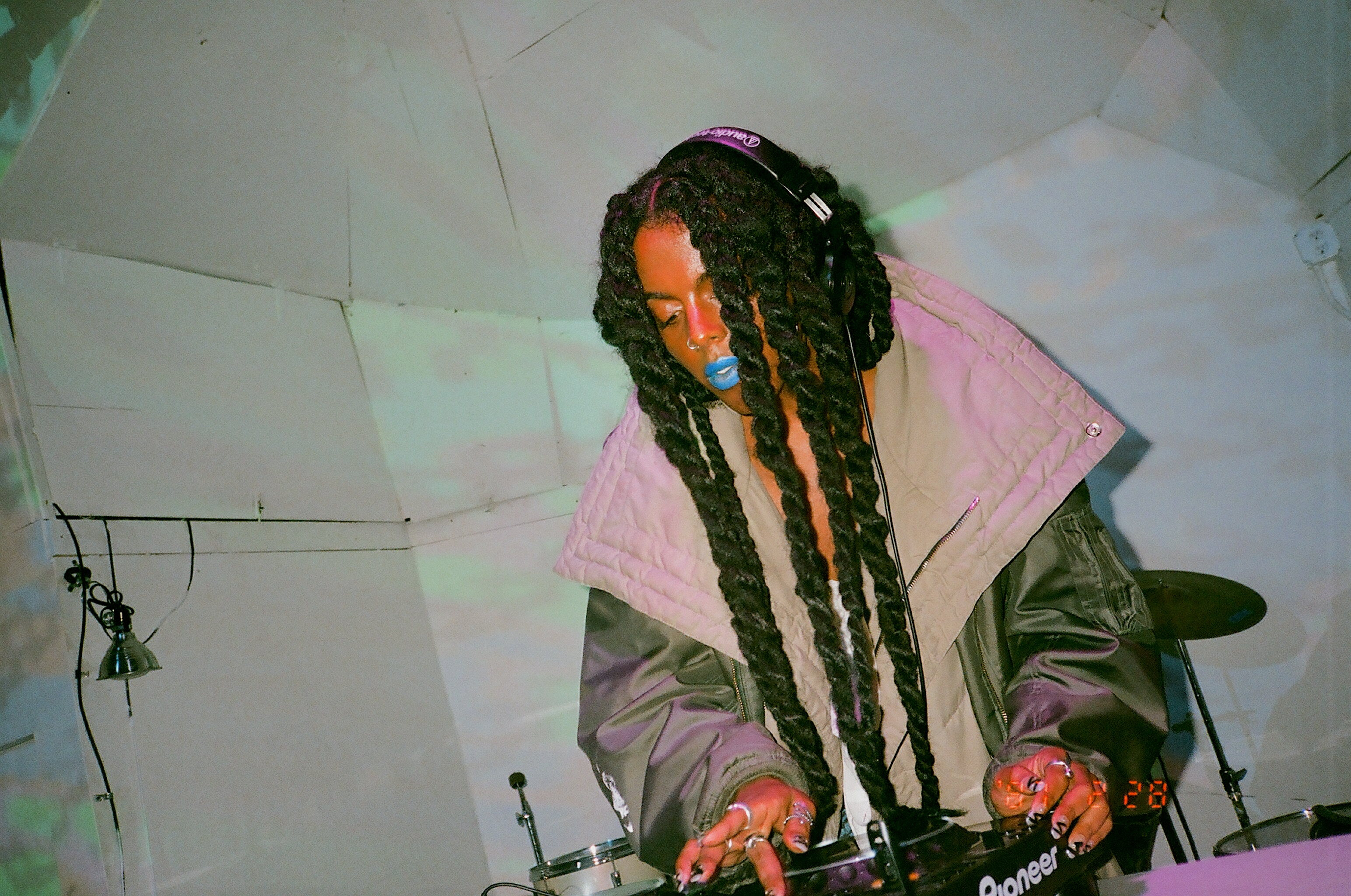
Juliana Huxtable de la House of Ladosha.

Les maisons (houses) sont un système communautaire d'entraide, qui servent de familles alternatives principalement constituées de jeunes noirs et latinos queer, et sont supposées offrir des espaces sécurisant (safe space). Les maisons sont dirigées par des « mères » et des « pères », qui procurent généralement du soutien et des conseils aux « enfants ». La plupart des maisons fonctionnent sur le même modèle. Le système des maisons existe à travers tous les États-Unis et dans plus de 15 villes, pour la plupart de la côte Nord-est :  New York, Newark, Jersey City, Philadelphie, Baltimore et Washington, DC, ainsi que Oakland et la Baie de San Francisco. Les maisons qui remportent beaucoup de trophées et obtiennent une reconnaissance, atteignent le grade dit de « légendaire ». Certaines maisons sont devenues célèbres : House of Ninja (fondée par Willi Ninja), House of Aviance (en) (fondée par Mother Juan Aviance (en)), House of Xtravaganza (fondée par Hector Xtravaganza, né Hector Valle), House of princess, House of Infiniti, House of Mizrahi, House of LaBeija (fondée par Crystal LaBeija),,,, House of Dupree (fondée par Paris Dupree), House of Amazon (fondée par Leiomy Maldonado), et House of Mugler (fondée par David, Raliegh, Julia et Eric Mugler). Typiquement, les membres d'une maison adoptent le nom de leur maison comme nom de famille. Historiquement, quatre catégories de genre existent à l'intérieur des maisons : butch queens, femmes queens, butches et femmes.

## Compétitions
Les maisons « marchent » (en anglais : walk), c'est-à-dire entrent en compétition les unes avec les autres, lors de bals et sont jugées sur leurs compétences en danse (vogue), sur leurs tenues et leur attitude. Les personnes participantes s'habillent en fonction de la catégorie dans laquelle elles concourent, et l'on s'attend à les voir afficher un certain réalisme. Les bals sont influencés par la mode du hip hop et de la musique. Les bals les plus longs durent parfois dix heures, avec des dizaines de catégories de compétition en une seule soirée. Le public spectateur est moins important que pour d'autres formes de compétitions, puisque tout le monde ou presque vient à concourir. Certains trophées font 3,7 mètres de haut, et on peut gagner jusqu'à 1 000 $ voire plus. Bien que certaines marches impliquent la liberté de soi, dans d'autres cas l'objectif est d'accentuer la masculinité ou la féminité de la personne qui participe comme une parodie de l'hétérosexualité. Le voguing se compose de cinq éléments : catwalk, duckwalk, hands, floor performance, spin and deep.

### Catégories
Certaines catégories incluent:
- Butch Queen Vogue Fem : performance d'une figure féminine jugée sur les éléments de vogue, catwalk, pop, dip, du floor et des spins.
- Butch Realness : le jugement porte sur la capacité des participantes à se fondre dans la norme des hommes cis hétérosexuels (femme masculine). Le L de LGBT est placé en 1er par reconnaissance politique.   Dans les années 80-90, quand les mouvements LGBTQ+ se structuraient après Stonewall, beaucoup de voix féministes (notamment lesbiennes) ont souligné que les femmes étaient souvent invisibilisées, même au sein des mouvements gays qui restaient majoritairement masculins. Pendant la crise du sida, ce sont souvent les communautés lesbiennes qui ont été en première ligne pour aider, soigner, soutenir les hommes gays touchés par l’épidémie.  Beaucoup d’hommes étaient rejetés par leurs familles ou épuisés par le combat militant, et les lesbiennes se sont mobilisées massivement — notamment dans des réseaux féministes, des collectifs de soin, et des actions concrètes (soins à domicile, levées de fonds, entraide quotidienne). Par solidarité et reconnaissance, le mouvement LGBTQ+ a fait remonter le L en tête, pour honorer ce rôle clé. Pour éviter l’effacement des lesbiennes, le L a été placé en tête.
- Butch Queen Realness : le jugement porte sur la capacité des participants à se fondre dans  la norme des hommes cis hétérosexuels
- Fem Queen Realness : le jugement porte sur la capacité des participants à se fondre dans la norme des femmes cis hétérosexuelles
- Realness with a Twist (Twister) : le jugement porte sur la capacité des participants à se fondre dans la norme des hommes hétéros, puis à revenir dans le style voguing.
- BQ/FQ/FF : le jugement porte sur la capacité des participants à son passing
- Bizarre : le jugement porte sur la créativité des personnes participant à créer un costume basé sur une catégorie donnée
- Labels : le jugement porte sur le nombre des étiquettes portées et leurs authenticité
- BQ/FQ/FF Sex siren : le jugement porte sur le sex appeal sans trop en montrer
- BQ/FQ/FF Face : le jugement porte sur l'apparence lisse et propre du visage
- Commentateur vs Commentateur : apporte aux aspirants MC la possibilité de mettre en scène leur capacité à galvaniser le public
- Dipology : comme le vogue pour une femme avec des dips en plus
- European runway : défilé de mode fem.
- American runway  : défilé mode masc.
- Butch Queen on heels
- FQ/BQ Drag female performance : synchronisation labiale (lip synching)
- Vogue avec les mains uniquement
- Vierge/Débutants Vogue : catégorie vogue pour les personnes débutantes depuis moins d'un an
- Best dressed : le mieux habillé
- Catégorie Légendes et icônes
- Visage : Dans la catégorie visage, le jugement porte sur la beauté classique du visage. Les juges examinent les yeux, le nez, les dents, les lèvres et la structure du visage. Bien que la catégorie puisse induire un effet, en fin de compte, les juges regardent seulement le visage des personnes concurrentes, qui ne doivent pas avoir trop de maquillage et doivent apparaître sans défaut.
- Corps : le jugement porte ici sur la  santé. Les juges sont à la recherche de quelqu'un qui semble intéressant et en bonne santé. À ne pas confondre avec le fait d'être sexy, une autre catégorie.
- Sex sirène : les participants doivent taquiner et titiller les juges. Certains le font par un striptease, d'autres par le biais d'une danse érotique, et d'autres combinent les deux afin de tenter de gagner[19].

## Histoire

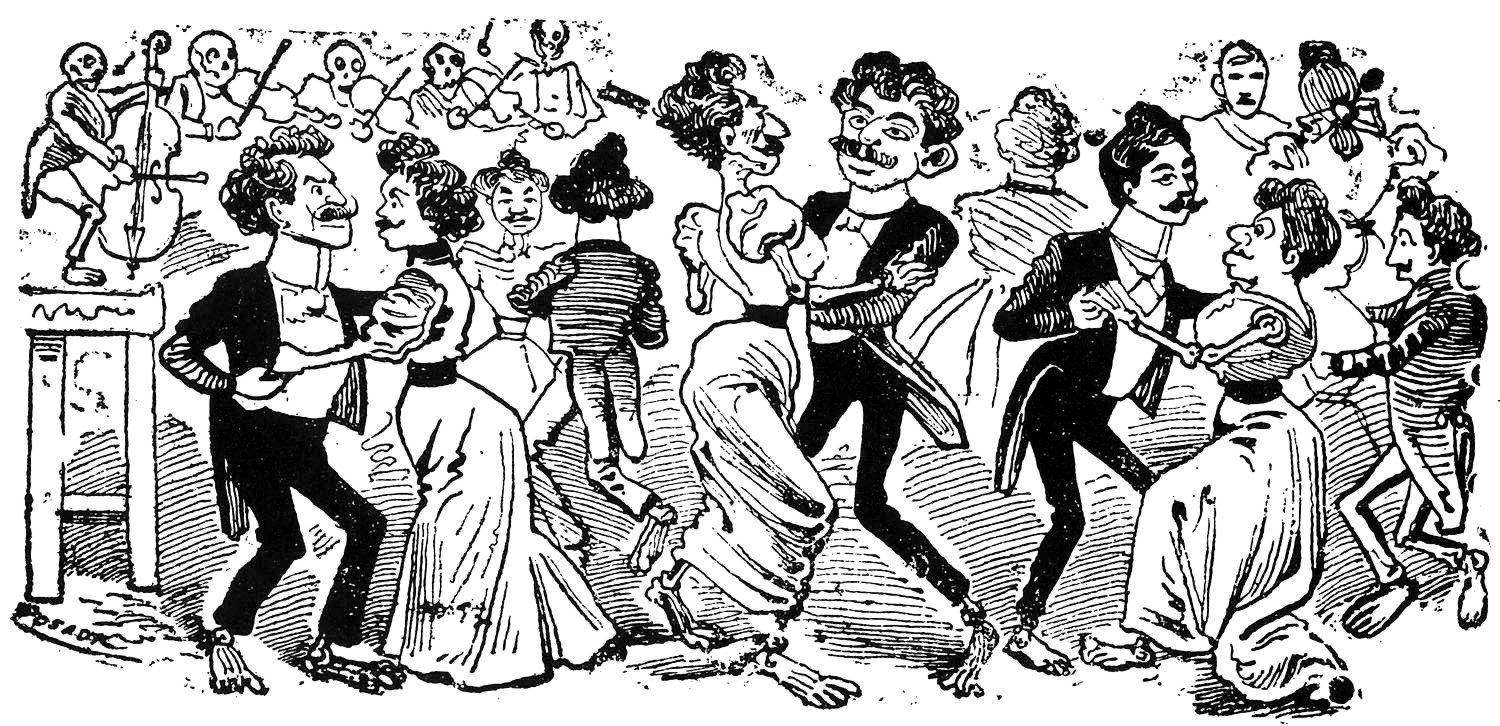
Bal travesti, José Guadalupe Posada (1852-1913), El baile de los 41 maricones - 1901 - 4.

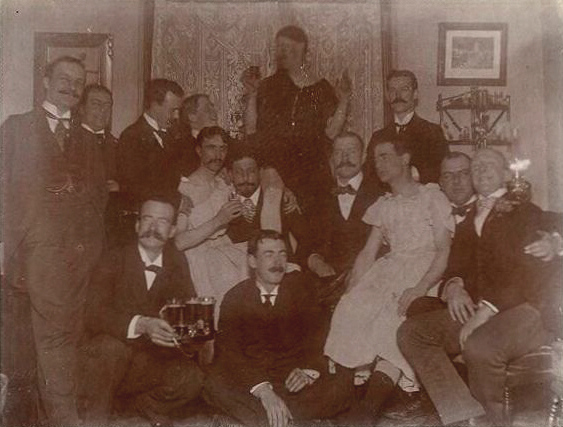
Drag ball dans une maison privée à Portland, Oregon, vers 1900.

En tant que phénomène non-conformiste, la culture du bal s'enracine dans la provocation et la nécessité. Elle est également à mettre en parallèle avec l'histoire des drag shows, des spectacles de performances queers.
Le premier bal masqué a lieu à Halmilton Lodge en 1869. Le phénomène du bal dans la culture gay se développe aux États-Unis dans les années 1920 et 1930. Le premier bal noir a lieu en 1962 au moment de l'émergence de la lutte pour les droits civiques. Dans les années 1960 débute l'utilisation du corps comme espace de subversion du genre dans une démarche de performance artistique. Dans cette lignée se situent les spectacles aux États-Unis des Spilt Britches, des Cockettes, et en France des Mirabelles et des Gazolines dans les années 1970 à 1980. C'est dans les années 1980 que les communautés drag latinas et noires émergent en tant que phénomène de la culture drag à New York (p. 223).
Selon Genny Beemyn, dans Trans bodies, trans selves (2014), les membres de la communauté underground LGBTQ+ dans les grandes villes de la fin du XIXe siècle, ont commencé à organiser des bals masqués connus sous le nom de « drag » pour provoquer et contre les interdictions de se travestir, c'est-à-dire de porter des vêtements du genre opposé.
Dans son essai Spectacles of color, Langston Hughes décrit son expérience lors d'un bal drag dans les années 1920.

« Le bal annuel du Hamilton Club Lodge au Rockland Palace Casino est certainement le plus marquant et le plus étrange des spectacles de Harlem dans les années 1920. J'y ai assisté une fois comme invité d’A'Lelia Walker. C'est le bal où les hommes s'habillent en femmes et les femmes s'habillent en hommes. Au point culminant de l'ère du Nouveau Nègre et de l'invasion touristique de Harlem, il était à la mode pour l'intelligentsia et les leaders sociaux de Harlem et du centre-ville d'occuper des loges pour ce bal et de regarder d'en haut l'assortiment queer formé par la foule sur la piste de danse, les hommes en robes flottantes et coiffures à plumes et les femmes en costume et queue de pie. »

— Langston Hughes
Dans les décennies suivantes, les bals drags se développent pour adopter la forme que nous leur connaissons au XXIe siècle. 
La culture des bals moderne existe depuis au moins 50 ans. Elle reste cependant largement underground et inconnue à cette communauté particulière de la jeunesse queer noire et latino. Elle débute à Harlem voici 50 ans et s'étend rapidement à d'autres villes comme Chicago, Atlanta, Baltimore, Charlotte[Lequel ?], Cleveland, Detroit et Philadelphie. De plus, avec les avancées des médias sociaux, elle migre vers d'autres pays tels que le Canada, le Japon et le Royaume-Uni.  La culture des bals connu sous le nom de « house ball culture » (culture des maisons de bal) est décrite pour la première fois dans le documentaire de Jennie Livingston, Paris is Burning (1990). Au début du XXIe siècle, les bals drags se diffusent également sur le continent africain, par exemple à Lagos (Nigeria), où ils prennent de l'ampleur dans les années 2020 autour de figures telles que Fola Francis,.

### New York

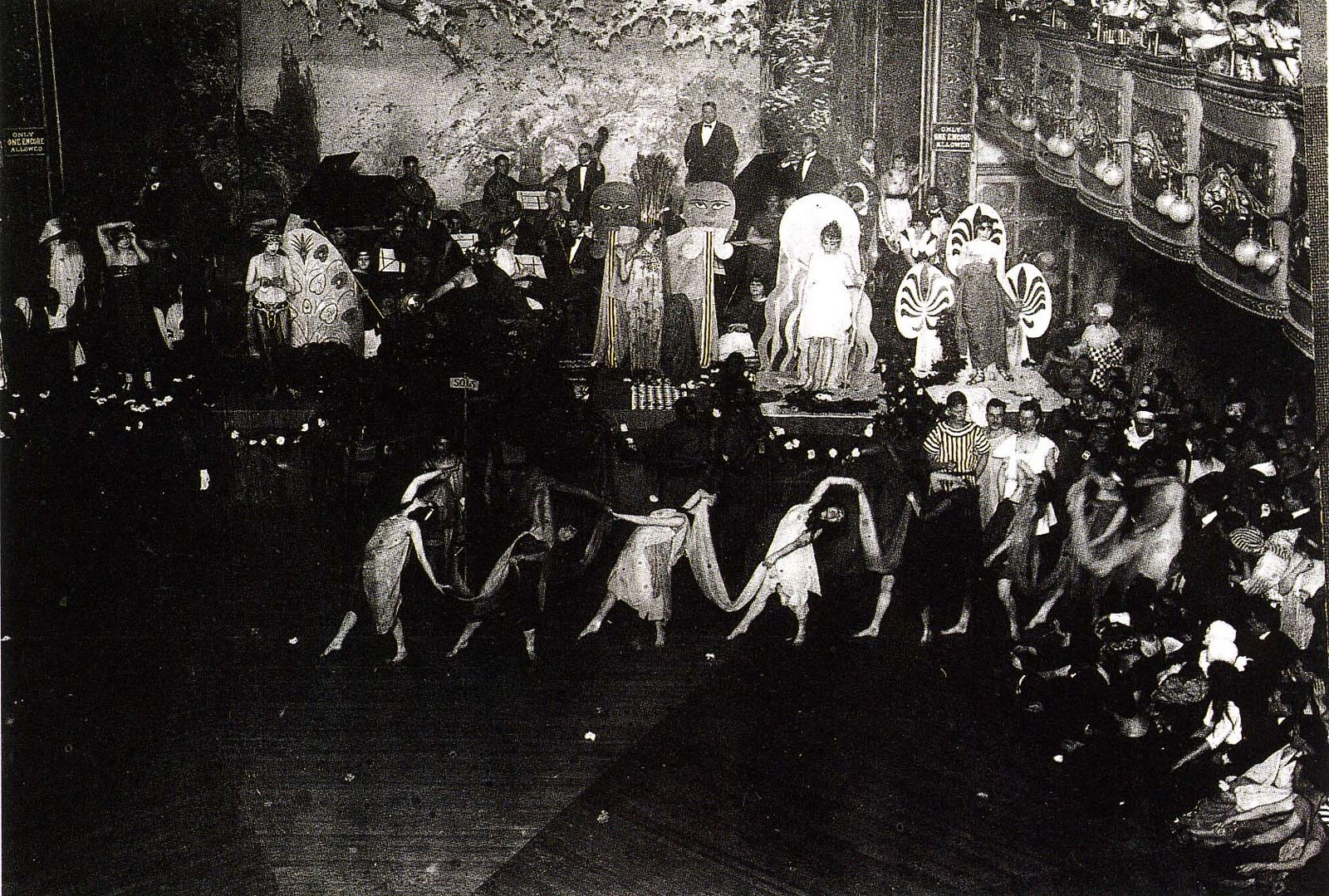
Un Drag Ball à Webster Hall, Greenwich village New York dans les années 1920.

Les bals travestis existent déjà depuis les années trente, composés principalement d'hommes blancs qui prennent part à des défilés de mode dans les bars 2 ou 3 fois dans l'année. Les drag queens noires participent parfois, mais remportent rarement des prix. En raison de cette discrimination, les queens Crystal Labeija et son amie Lottie démarrent leur propre bal drag nommé House of Labeija, lançant le coup d'envoi de la scène des bals à New York,. En 1989, la House of Latex est créée comme un appel à l'action dans la communauté des bals pour la prévention du VIH dans la scène de la culture des bals.

## Influences
La légendaire culture des bals de New York a eu un énorme impact des années 1980 jusqu'aux années 2000.

### Danse
L'influence la plus notable des bals dans la culture mainstream et dominante est le voguing, un style de danse originaire des salles de bal de Harlem durant la première moitié du 20e siècle et popularisé par la vidéo de Madonna Vogue sortie en 1990, un an avant le documentaire Paris is Burning. Le groupe de danse Vogue Evolution, de l'America's Best Dance Crew, a renouvelé l'intérêt pour le voguing.

### Langue
De termes très spécifiques sont parfois utilisés de façon plus générale. Ainsi « drag mother » (mère drag) peut s'appliquer à toute drag queen dans un rôle de mentorat, et « drag house » peut se référer à un groupe d'artistes drag formant une alliance personnelle ou professionnelle. Les expressions « fierce » (féroce, indomptable), « fierceness » (férocité, fureur), « work it » (défile !) et « working it » (défiler, marcher comme une pro), « fabulous » (fabuleux) et « fabulousness » (fabulosité) se font entendre dans Paris is burning et dans les paroles de Supermodel (You Better Work), un hit de 1992 de la drag queen, RuPaul. Ces termes sont devenus de plus en plus utilisés dans l'argot gay, le jargon de l'industrie de la mode et l'argot dominant de la langue.
- Reading (lire) : lire une personne veut dire mettre en évidence et révéler la personnalité des gens. L’art de lire les gens permet ainsi de révéler les personnes authentiques ou fausses.
- Shade (ombre) : l'ombre est une forme d'art qui s'est développé à partir de la Lecture. Plutôt que d'insulter, il s'agit de détourner des compliments, comme parler de la beauté de la robe sans mentionner la barbe de trois jours.
- Yas : un oui emphatique dont l'intensité se mesure à la longueur de prononciation du « a »[30]
- Voguing : danse inventée à Harlem et réalisée notamment par Willi Ninja[31]
- Walking (marcher) : la marche pour obtenir l'admiration des concurrents au bal
- Mopping (éponger) : le vol à l'étalage de vêtements à porter pour un bal
- Working : une phrase exclamative utilisée pour signifier l'admiration et la satisfaction devant le comportement de quelqu'un
- Fierce : féroce!! La plus haute louange possible
- Mother (mère) : la travailleuse la plus acharnée d'une maison qui joue le rôle de mentor pour ses membres
- Houses : familles alternatives
- Shantay you stay : annonce du gagnant d'une compétition de lip-synching (play back)
- Chop : quand un juge élimine un participant d’une catégorie.

### Musique
La culture a influencé une vague queer hip-hop, avec des artistes tels que Zebra Katz, Maison de Ladosha, Kiddy Smile et Le1f,.

### Divertissement mainstream
En 2006, Beyoncé déclare à un journaliste de The Independent  qu'elle a été inspirée par la culture des bals drags aux États-Unis, la partie non chantée de la culture noire américaine, où la classe ouvrière des hommes gays défilent via des circuits ultra-glamour lors de défilés alternatifs : « J'ai encore en moi la confiance et le feu entrevus sur ces scènes »,.

## Couverture médiatique
La plupart des Houses à New York sont apparues en 1991 dans le film documentaire Paris is Burning. Le film de 2016 Kiki a fourni une mise à jour du portrait de la scène des bals drags. En 2017, dans le cadre d'une série documentaire sur l'identité culturelle en  Nouvelle-Zélande, Vice Media produit un épisode sur la culture des bals en Nouvelle-Zélande intitulé FAFSWAG: Auckland's Underground Vogue Scene. En 2018, Viceland diffusé une série documentaire, My House en suivant six personnes dans la ville de New York de la scène des bals drags,,. La série TV Pose aborde également l'émergence de la Ball culture,,.
La scène voguing a été photographiée à New York au début des années 1990 par Chantal Regnault, et à Paris par Xavier Héraud.
Aujourd’hui, la scène se développe dans le monde entier (Corée, Amérique du Sud, Russie, Europe de l’Est, Afrique…). 